# Atheta annexa
Atheta annexa är en skalbaggsart som beskrevs av Thomas Casey 1910. Atheta annexa ingår i släktet Atheta och familjen kortvingar. Inga underarter finns listade i Catalogue of Life.